# Charles-Hubert Millevoye
Charles-Hubert Millevoye (Abbeville, 24 dicembre 1782 – Parigi, 26 agosto 1816) è stato un poeta francese.

## Biografia
Ricevuta la prima istruzione da uno zio, successivamente studiò con M. Bardoux, un professore al collegio di Abbeville. Suo padre morì quando egli aveva 13 anni, e dunque fu inviato dalla famiglia a Parigi per terminare la sua formazione. Iniziò a studiare giurisprudenza, poi divenne un libraio, ma alla fine abbandonò entrambe le attività per dedicarsi alla scrittura.
La sua più famosa poesia è La chute des Feuilles, che fu ampiamente tradotta. La sua poesia che inizia con Dans les bois l'amoureux Myrtil è anche ben nota per essere stata musicata con il titolo Vieille Chanson da Georges Bizet.